# Effetto Boella

Resistore reale con elementi parassiti a parametri concentrati

L'effetto Boella si verifica quando l'impedenza di un resistore tende a diminuire al crescere della frequenza, a causa di capacità parassite distribuite all'interno del resistore stesso. Ciò è più evidente per resistori di alto valore. È comune che il valore di un resistore cambi in funzione della frequenza, in generale a causa delle capacità parassite tra i suoi terminali e verso la massa, ma per valori più grandi di resistenza ci sono anche capacità parassite interne il cui effetto non è trascurabile.
Il fenomeno opposto si ha nell'effetto pelle, a causa del quale la resistenza tende ad aumentare al crescere della frequenza. Per applicazioni di grande precisione (ad esempio in ambito metrologico) è possibile creare configurazioni in cui l'effetto Boella e quello pelle si bilanciano a vicenda, ottenendo cambiamenti trascurabili di resistenza per bande molto ampie.